# (34785) 2001 RG87
(34785) 2001 RG87 es un asteroide que forma parte de los asteroides troyanos de Júpiter, descubierto el 11 de septiembre de 2001 por el equipo del Lowell Observatory Near-Earth-Object Search desde la Estación Anderson Mesa (condado de Coconino, cerca de Flagstaff, Arizona, Estados Unidos).

## Designación y nombre
Designado provisionalmente como 2001 RG87. 

## Características orbitales
2001 RG87 está situado a una distancia media del Sol de 5,140 ua, pudiendo alejarse hasta 5,341 ua y acercarse hasta 4,938 ua. Su excentricidad es 0,039 y la inclinación orbital 20,326 grados. Emplea 4255,94 días en completar una órbita alrededor del Sol.

## Características físicas
La magnitud absoluta de 2001 RG87 es 11,76. Tiene 29,077 km de diámetro y su albedo se estima en 0,058.